# Хустські Ворота

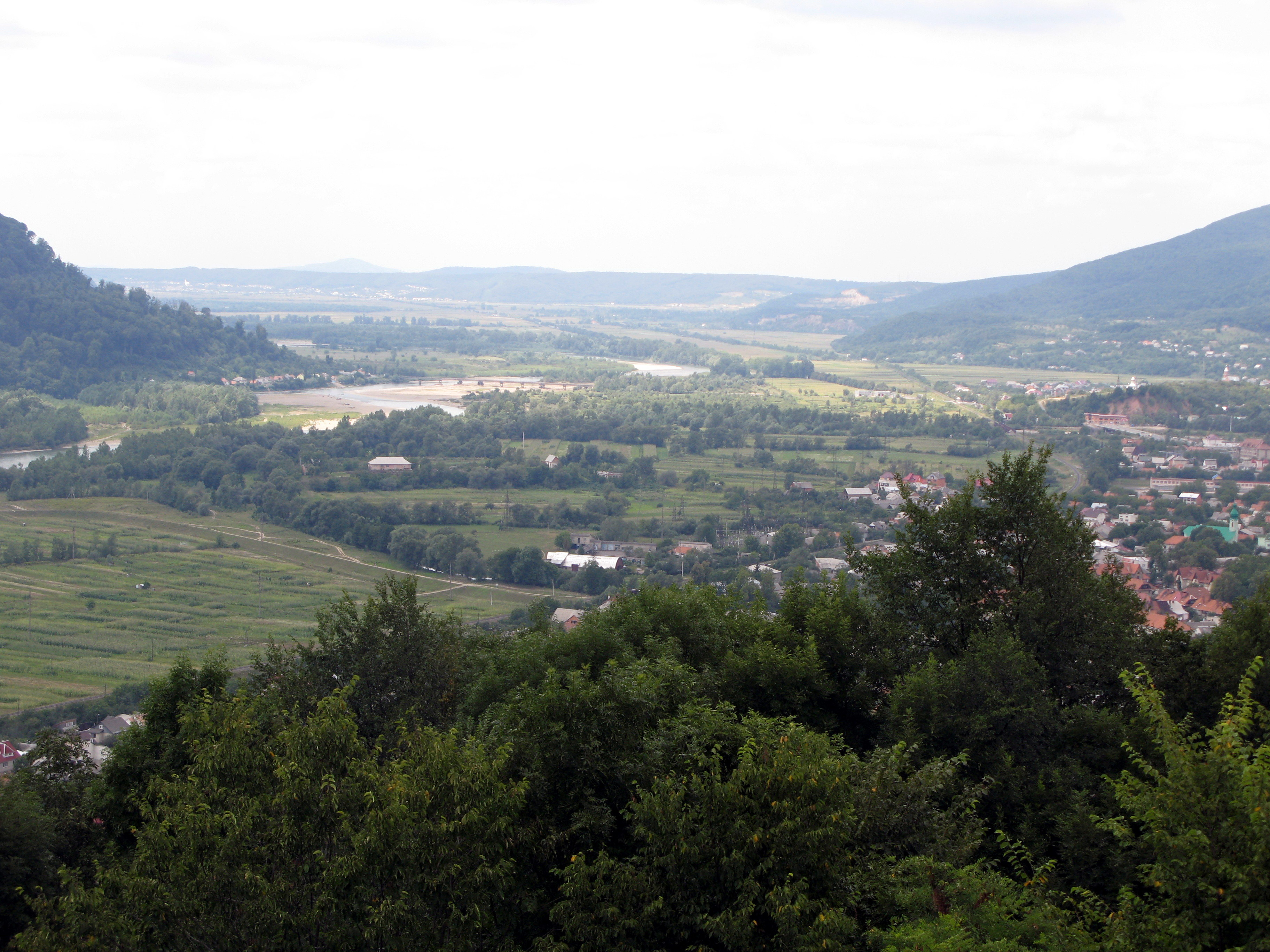
Вигляд на Хустські ворота з Хустського замку

Ху́стські воро́та — назва звуженої ділянки долини річки Тиси. Розташована в межах Хустського району Закарпатської області, при західній околиці міста Хуст.
Хустські ворота мають ширину близько 1,5 км. Вони розмежовують два гірські масиви Вигорлат-Гутинського вулканічного пасма — Тупий (на півночі) і Гутинський (на півдні). На схід і південний схід від Хустських воріт простягається розлога Верхньотисинська улоговина, на захід і південний захід — Закарпатська низовина, яка переходить у Тисо-Дунайську низовину.
Цей вузький прохід мав виняткове історичне значення — тут в одну точку сходилися кілька річкових (річки Тиса, Ріка) і сухопутних шляхів. Контроль над рухом через Хустські ворота здійснював Хустський замок. Річище Тиси, найважливішого закарпатського торгового шляху середньовіччя, було за 1 кілометр на південь від замку (в минулому річка протікала ближче до підніжжя замкової гори). У районі Хустських воріт були також перехрестя доріг, що вели з Галичини на Закарпаття через Торунський і Яблуницький перевали.
Нині через Хустські ворота проходить автошлях національного значення Н09 і залізниця Чоп — Солотвино І, які з'єднують західну і східну частини Закарпатської області.